# Fernando Martinuzzi
Fernando Martinuzzi (Avellaneda, 6 gennaio 1980) è un dirigente sportivo ed ex calciatore argentino con passaporto italiano, di ruolo portiere, attuale direttore generale dell'Audax Italiano.

## Carriera

### Giocatore
Cresciuto nelle file del Lanús, nel 2000 è stato inserito nella rosa della prima squadra. Ha debuttato nella Primera División argentina il 19 maggio 2002, in Argentinos Juniors-Lanús (0-2). Ha militato nelle file del Lanús fino al 2006, salvo una parentesi in prestito all'Unión Magdalena nel 2004. Nel 2006 è passato ai peruviani dello Sport Boys. Autore di buone prestazioni, ha consentito al club di mantenere la categoria. Nella stagione successiva ha militato nelle file del Deportivo Municipal. Nel gennaio 2008 è passato al Juan Aurich, club in cui ha militato fino al dicembre 2009. Nell'estate 2010 è passato al Latina, club italiano militante in Lega Pro Seconda Divisione. Alla prima stagione nel club neroazzurro ha vinto il campionato, subendo appena 15 reti in 27 presenze. Nell'agosto 2011 ha rinnovato per un'altra stagione con il club pontino. Rimasto svincolato al termine della stagione, il 16 ottobre 2012 è stato ingaggiato dall'Arezzo, in Serie D. Nel gennaio 2013 è tornato in Perù, firmando con il Cienciano. Nel 2014 ha militato nelle file dei Los Caimanes, mentre l'anno successivo ha giocato nell'U. César Vallejo. Nel 2016 si è trasferito al Real Garcilaso. Rimasto svincolato al termine della stagione 2016, nel luglio 2017 è tornato allo Sport Boys, club con cui ha concluso la propria carriera da calciatore nel 2019.

### Dirigente
Terminata la carriera da calciatore, nel gennaio 2019 è diventato direttore esecutivo del San Luis de Quillota. Nell'aprile 2019 è diventato vicepresidente del club cileno. Il 21 aprile 2022 è diventato direttore generale dell'Audax Italiano.

## Statistiche

### Presenze e reti nei club
| Stagione            | Squadra             | Campionato         | Campionato | Campionato | Coppe nazionali | Coppe nazionali | Coppe nazionali | Coppe continentali | Coppe continentali | Coppe continentali | Altre coppe | Altre coppe | Altre coppe | Totale | Totale | Totale |
| Stagione            | Squadra             | Comp               | Pres       | Reti       | Comp            | Pres            | Reti            | Comp               | Pres               | Reti               | Comp        | Pres        | Reti        | Pres   | Reti   |        |
| ------------------- | ------------------- | ------------------ | ---------- | ---------- | --------------- | --------------- | --------------- | ------------------ | ------------------ | ------------------ | ----------- | ----------- | ----------- | ------ | ------ | ------ |
| 2000-2001           | Lanús               | PD                 | 0          | 0          | -               | -               | -               | -                  | -                  | -                  | -           | -           | -           | 0      | 0      |        |
| 2001-2002           | Lanús               | PD                 | 1          | 0          | -               | -               | -               | -                  | -                  | -                  | -           | -           | -           | 1      | -1     |        |
| 2002-2003           | Lanús               | PD                 | 0          | 0          | -               | -               | -               | -                  | -                  | -                  | -           | -           | -           | 0      | 0      |        |
| 2003-2004           | Lanús               | PD                 | 4          | -4         | -               | -               | -               | -                  | -                  | -                  | -           | -           | -           | 4      | -4     |        |
| Totale Lanús        | Totale Lanús        | Totale Lanús       | 5          | -4         |                 | -               | -               |                    | -                  | -                  |             | -           | -           | 5      | -4     |        |
| lug.-dic. 2004      | Unión Magdalena     | CM                 | 19         | -23        | -               | -               | -               | -                  | -                  | -                  | -           | -           | -           | 19     | -23    |        |
| gen.-giu. 2005      | Lanús               | PD                 | 0          | 0          | -               | -               | -               | -                  | -                  | -                  | -           | -           | -           | 0      | 0      |        |
| 2005-gen. 2006      | Lanús               | PD                 | 0          | 0          | -               | -               | -               | -                  | -                  | -                  | -           | -           | -           | 0      | 0      |        |
| Totale Lanús        | Totale Lanús        | Totale Lanús       | 0          | 0          |                 | -               | -               |                    | -                  | -                  |             | -           | -           | 5      | -4     |        |
| 2006                | Sport Boys          | CD                 | 20         | -23        | -               | -               | -               | -                  | -                  | -                  | -           | -           | -           | 20     | -23    |        |
| 2007                | Deportivo Municipal | CD                 | 20         | -25        | -               | -               | -               | -                  | -                  | -                  | -           | -           | -           | 20     | -25    |        |
| 2008                | Juan Aurich         | CD                 | 50         | -57        | -               | -               | -               | -                  | -                  | -                  | -           | -           | -           | 50     | -57    |        |
| 2009                | Juan Aurich         | CD                 | 0          | 0          | -               | -               | -               | -                  | -                  | -                  | -           | -           | -           | 0      | 0      |        |
| Totale Juan Aurich  | Totale Juan Aurich  | Totale Juan Aurich | 50         | -57        |                 | -               | -               |                    | -                  | -                  |             | -           | -           | 45     | 21     |        |
| 2010-2011           | Latina              | LP2                | 27         | -15        | CI-LP           | 0               | 0               | -                  | -                  | -                  | SCSD        | 2           | -2          | 29     | -17    |        |
| 2011-2012           | Latina              | LP1                | 27+2       | -34        | CI-LP           | 0               | 0               | -                  | -                  | -                  | -           | -           | -           | 29     | -34    |        |
| Totale Latina       | Totale Latina       | Totale Latina      | 56         | -49        |                 | 0               | 0               |                    | -                  | -                  |             | 2           | -2          | 58     | -51    |        |
| ott. 2012-gen. 2013 | Arezzo              | D                  | 8          | -10        | CI-D            | 0               | 0               | -                  | -                  | -                  | -           | -           | -           | 8      | -10    |        |
| 2013                | Cienciano           | CD                 | 16         | -19        | -               | -               | -               | -                  | -                  | -                  | -           | -           | -           | 16     | -19    |        |
| 2014                | Los Caimanes        | CD                 | 27+1       | -46        | CI              | 14              | -16             | -                  | -                  | -                  | -           | -           | -           | 42     | -62    |        |
| 2015                | U. César Vallejo    | CD                 | 3+2        | -7         | CI              | 1               | -2              | -                  | -                  | -                  | -           | -           | -           | 6      | -9     |        |
| 2016                | Real Garcilaso      | CD                 | 36         | -54        | -               | -               | -               | CS                 | 4                  | -5                 | -           | -           | -           | 40     | -59    |        |
| lug.-dic. 2017      | Sport Boys          | SD                 | 2          | -3         | -               | -               | -               | -                  | -                  | -                  | -           | -           | -           | 2      | -3     |        |
| 2018                | Sport Boys          | CD                 | 19         | -29        | -               | -               | -               | -                  | -                  | -                  | -           | -           | -           | 19     | -29    |        |
| Totale Sport Boys   | Totale Sport Boys   | Totale Sport Boys  | 21         | -32        |                 | -               | -               |                    | -                  | -                  |             | -           | -           | 21     | -32    |        |
| Totale carriera     | Totale carriera     | Totale carriera    | 284        | -349       |                 | 15              | -18             |                    | 4                  | -5                 |             | -           | -           | 303    | -372   |        |

## Palmarès

### Club

#### Competizioni nazionali
- Lega Pro Seconda Divisione: 1

Latina: 2011-2012
- Copa Inca: 1

Universidad César Vallejo: 2015
- Segunda División (Perù): 1

Sport Boys: 2017